# 노리타케의 숲
노리타케의 숲(일본어: ノリタケの森 노리타케노모리[*])은 일본 아이치현 나고야시 니시구에 있는 공원, 박물관, 음식점 등 복합시설이다. 노리타케 회사 본사에 인접한 공장 부지에 만들어져 2001년 10월 5일에 개장했다.